# 천복 (후진)
천복(天福, 936년 11월 ~ 944년 6월 / 947년 2월 ~ 948년 1월)은 후진(後晉) 고조(高祖) 석경당(石敬瑭)의 연호이다. 7년 8개월 가량 사용하였다. 고조(高祖)가 죽고 난 후에 출제(出帝)가 개운으로 개원할 때까지 사용하였다. 이 후에, 출제가 요나라에 포로로 잡히면서, 후진이 멸망한다. 후한(後漢) 건국 후에 천복 연호를 환원하였으며, 건우로 개원할 때까지 11개월 가량 사용하였다.
천복 연호를 차용한 십국(十國) 국가는 형남(荊南), 남초(南楚), 오월(吳越)이 있다. 그리고, 민나라(閩)의 반란 세력이었던 주문진(朱文進, 944년 3월 ~ 윤 12월 사용), 탁엄명(卓儼明, 945년 3월 ~ 5월 사용)도 천복 연호를 차용하였다.

## 개원
- 후당(後唐) 장흥(長興) 7년 11월 14일[1](936년 11월 30일)에 후진 건국 후, 연호를 천복(天福)으로 건원함.[2][3][4][5]

- 천복(天福) 9년 7월 1일[6](944년 7월 23일)에 개운(開運)으로 개원함.[7][8][9][5]

- 후진(後晉) 개운(開運) 4년 2월 15일[10](947년 3월 10일)에 연호를 천복(天福)으로 환원함.[11][12][13][5]

- 천복(天福) 13년 1월 5일[14](948년 2월 17일)에 연호를 건우(乾祐)로 개원함.[15][12][16][5]

## 연대 대조표

### 후진
| 천복       | 원년                           | 2년             | 3년                  | 4년                 | 5년        | 6년        | 7년                  | 8년                                 | 9년                           |
| 서기(西紀) | 936년                          | 937년           | 938년                | 939년               | 940년      | 941년      | 942년                | 943년                               | 944년                         |
| 간지(干支) | 병신(丙申)                     | 정유(丁酉)      | 무술(戊戌)           | 기해(己亥)          | 경자(庚子) | 신축(辛丑) | 임인(壬寅)           | 계묘(癸卯)                          | 갑진(甲辰)                    |
| 거란(契丹) | 천현(天顯) 11년                | 12년            | 13년 회동(會同) 원년 | 2년                 | 3년        | 4년        | 5년                  | 6년                                 | 7년                           |
| 남한(南漢) | 대유(大有) 9년                 | 10년            | 11년                 | 12년                | 13년       | 14년       | 15년 광천(光天) 원년 | 2년 응건(應乾) 원년 건화(乾和) 원년 | 2년                           |
| 양오(楊吳) | 천조(天祚) 2년                 | 3년             | -                    | -                   | -          | -          | -                    | -                                   | -                             |
| 민(閩)     | 영화(永和) 2년 통문(通文) 원년 | 2년             | 3년                  | 4년 영륭(永隆) 원년 | 2년        | 3년        | 4년                  | 영륭(永隆) 5년 천덕(天德) 원년      | 영륭(永隆) 6년 천덕(天德) 2년 |
| 후촉(後蜀) | 명덕(明德) 3년                 | 4년             | 광정(廣政) 원년      | 2년                 | 3년        | 4년        | 5년                  | 6년                                 | 7년                           |
| 남당(南唐) | -                              | 승원(昇元) 원년 | 2년                  | 3년                 | 4년        | 5년        | 6년                  | 7년 보대(保大) 원년                 | 2년                           |

### 후한
| 천복       | 12년                                            | 13년       |
| 서기(西紀) | 947년                                           | 948년      |
| 간지(干支) | 정미(丁未)                                      | 무신(戊申) |
| 요(遼)     | 회동(會同) 10년 대동(大同) 원년 천록(天祿) 원년 | 2년        |
| 남한(南漢) | 건화(乾和) 5년                                  | 6년        |
| 후촉(後蜀) | 광정(廣政) 10년                                 | 11년       |
| 남당(南唐) | 보대(保大) 5년                                  | 6년        |

## 동시대 연호

### 중국
거란(契丹) / 요(遼)
- 천현(天顯) (926년 ~ 938년)
- 회동(會同) (938년 ~ 947년)
- 대동(大同) (947년)
- 천록(天祿) (947년 ~ 951년)

남한(南漢)
- 대유(大有) (928년 ~ 942년)
- 광천(光天) (942년 ~ 943년)
- 응건(應乾) (943년)
- 건화(乾和) (943년 ~ 958년)

양오(楊吳)
- 천조(天祚) (935년 ~ 937년)

민(閩)
- 통문(通文) (936년 ~ 938년)
- 영륭(永隆) (938년 ~ 944년)
- 천덕(天德) (943년 ~ 945년)

후촉(後蜀)
- 명덕(明德) (934년 ~ 937년)
- 광정(廣政) (938년 ~ 965년)

남당(南唐)
- 승원(昇元) (937년 ~ 943년)
- 보대(保大) (943년 ~ 957년)

대의녕(大義寧)
- 대명(大明) (931년 ~ 937년)

대리국(大理國)
- 문덕(文德) (938년 ~ 944년)
- 문경(文經) (945년)
- 지치(至治) (946년 ~ 951년)

호탄 왕국(于闐)
- 동경(同慶) (912년 ~ 966년)

### 일본
- 조헤이(承平) (931년 ~ 938년)
- 덴교(天慶) (938년 ~ 947년)
- 덴랴쿠(天曆) (947년 ~ 957년)

## 같이 보기
- 다른 왕조의 같은 연호
  - 전 레 왕조(前黎朝) 티엔푹(天福, 980년 ~ 989년)
  - 일본(日本) 덴푸쿠(天福, 1233년 ~ 1234년)

- 중국의 연호 목록